# Замок Квойл
Замок Квойл (англ. Quoile Castle) — один із замків Ірландії, розташований у графстві Даун, Північна Ірландія, на відстані 2,4 милі від міста Даунпатрік, недалеко від дороги Даунпатрік — Странфорд, на східному березі річки Квойл.
Замок побудований у норманському стилі, являє собою руїни вежі XVI століття. Замок був заселений до кінця XVIII століття. Нині замок Квойл є пам'яткою історії та архітектури, охороняється державою.
Південна стіна замку зруйнувалась і оголила інтер'єр замку. У південно-східній стіні є ворота — відновлені для доступу по прямих сходів у замку. Як у верхній, так і в нижній частинах замку збереглися бійниці. Внутрішні двері на першому поверсі відкриваються в кімнату з кам'яним склепінням із канонерськими петлями. За нею є ще одна така ж кімната. На першому поверсі було дві кімнати, одна з яких мала камін. На другому поверсі, на який вели прямі сходи в північно-західній стіні теж були кімнати і ще один камін.
У 1986 році під час розкопок у замку був знайдений скарб срібних монет часів королеви Англії Єлизавети І.